# Pniewo Wielkie
Pniewo Wielkie – wieś sołecka w Polsce położona w województwie mazowieckim, w powiecie ciechanowskim, w gminie Regimin.
W latach 1975–1998 miejscowość administracyjnie należała do województwa ciechanowskiego.